# Подівоцько-Чуйківська дача
Подівоцько-Чуйківська дача — заповідне урочище в Україні. Об'єкт Природно-заповідного фонду Сумської області.
Розташований в межах Дружбівської міської громади на території Ямпільського району, на південний-схід від с. Чуйківка.
Площа урочища - 25 га. Статус надано 28.07.1970 року. Перебуває у віданні ДП «Свеський лісгосп» (Чуйківське лісництво, кв. 32, діл. 18).
Статус надано для охорони та збереження в природному стані ділянки високобонітетних дубово-совнових та
сосново-дубових лісових насаджень віком понад 100 років, що є зразком лісокультурної справи початку ХХ ст. В урочищі трапляються типові та рідкісні види рослин (плаун колючий) та тварин (заєць білий, горностай), що занесені до Червоної книги України.